# Floirac
Floirac là một xã trong tỉnh Gironde, thuộc vùng hành chính Aquitaine của nước Pháp, có dân số là 16.157 người (thời điểm 1999). Floirac nằm trong vùng ngoại ô của Bordeaux, phía đông sông Garonne.